# Hofanlage Seth 2
Die Hofanlage Seth 2 in der niedersächsischen Gemeinde Lamstedt-Nindorf, Samtgemeinde Börde Lamstedt, im Landkreis Cuxhaven stammt aus dem 19. Jahrhundert. Aktuell (2024) wird sie wohl landwirtschaftlich genutzt.
Die Gebäude stehen unter Denkmalschutz (siehe auch Liste der Baudenkmale in Lamstedt).

## Geschichte und Beschreibung
Der Ortsteil Nindorf wurde 1972 in die Gemeinde Lamstedt eingegliedert. Die kleine Siedlung Seth ist bereits 1004 in einer Urkunde des Klosters Corwey erstmals erwähnt worden. Die Hofanlage Seth 2 im Kern der Siedlung an der hier verschwenkten Hauptstraße lässt sich bis ins 15. Jahrhundert zurückverfolgen.
Die Hofanlage besteht aus
- dem eingeschossigen giebelständigen Wohn- und Wirtschaftsgebäude von 1861 (Inschrift) als Zweiständer-Hallenhaus in Fachwerk mit Steinausfachungen und reetgedecktem Sattel- und Krüppelwalmdach mit Uhlenloch; der Wirtschaftsgiebel mit einem Rasterfachwerk und der Grooten Door mit geradem Abschluss wurde im oberen Giebeldreieck regionaltypisch waagerecht verbrettert, der südliche Wohngiebel hat einen Halbwalm,[2]
- der eingeschossigen giebelständigen langen Kornscheune aus der zweiten Hälfte des 19. Jahrhunderts in Fachwerk mit Steinausfachungen und tief herabgezogenem Walmdach mit Uhlenloch, die um 1930 nach Süden in Backstein erweitert wurde,[3]
- dem zweigeschossigen traufständigen Stall von 1905/06 (Inschrift) mit flachem Satteldach, im Erdgeschoss in Backstein, im Obergeschoss als senkrecht verbretterter Gefügebau mit weitem Dachüberstand,[4]
- dem eingeschossigen giebelständigen Wohnhaus von 1934 (Inschrift) für den Melker, in Fachwerk mit Steinausfachungen, reetgedecktem Satteldach und ausgebautem Dachgeschoss,[5]
- sowie den weiteren nicht denkmalgeschützten Anlagen.

Das Landesdenkmalamt befand u. a.: „… Die Hofstelle befindet sich ortsbildprägend im Kern der Siedlung …“